# Ikarosz (film)
Az Ikarosz 1996-ban bemutatott magyar homokos animációs rövidfilm. Az egyedi animációs technikával készült filmet az 1997-es Berlini Nemzetközi Filmfesztiválon Arany Medve-díjra jelölték, továbbá sikeresen szerepelt számos hazai és nemzetközi fesztiválon. A rövidfilmet M. Tóth Géza írta és rendezte, a zenéjét Holló Aurél szerezte.

## Cselekmény
Az Ikarosz a repülés képességéről, illetve annak képtelenségéről mesél.

## Stáblista
- Rendezte és írta: M. Tóth Géza
- Zenéjét szerezte: Holló Aurél
- Kamera: Varga György
- Hang: Lepés Gábor, Zsebényi Béla
- Vágó: Hap Magda
- Animátor: M. Tóth Géza
- Művészeti konzulens: Bleier Edit, Reisenbüchler Edit
- Gyártásvezető: Bányász Bea

## Díjak és fesztiválszereplések
- Drezdai Animációs és Rövidfilm Fesztivál, 1998. (Különdíj)
- Augsburgi Nemzetközi Független Filmfesztivál, 1997. (Fődíj)
- Berlini Nemzetközi Filmfesztivál, 1997. (Arany Medve-jelölés)
- Espinhoi Nemzetközi Animációsfilm Fesztivál, 1997. (versenyben)
- „KROK-97” Filmfesztivál, Kiev, 1997. (Különdíj)
- Antalya Golden Orange Rövidfilm Fesztivál, 1997. (versenyben)
- Athéni Rövidfilm Fesztivál, 1997. (versenyben)
- Baden Fantoche Animációs Filmfesztivál, 1997. (versenyben)
- Győr Mediawave Filmfesztivál, 1997. (versenyben)
- Halifax Atlantic Filmfesztivál, 1997. (versenyben)
- Odensei Nemzetközi Filmfesztivál, 1997. (versenyben)
- Oslói Nemzetközi Filmfesztivál, 1997. (versenyben)
- Szentpétervári Message to Man Filmfesztivál (versenyben)
- Marosvásárhelyi Alter-native Filmfesztivál (versenyben)
- Torontói Rövidfilm Fesztivál (versenyben)
- Valenciai Cinema Joven Filmfesztivál (versenyben)
- Zlíni Nemzetközi Filmfesztivál (versenyben)
- Magyar Játékfilmszemle, 1997. (nyitófilm)